# Републикански път III-2005
Републикански път IIІ-2005 е третокласен път, част от Републиканската пътна мрежа на България, преминаващ изцяло по територията на Разградска област. Дължината му е 35,9 km.
Пътят се отклонява наляво при 77,8 km на Републикански път I-2 източно от село Ушинци и се насочва на изток, като в западната част на село Самуил се изкачва на билото на Лудогорското плато и завива на север. Минава последователно през селата Хърсово, Богданци и Ножарово, завива на изток през село Владимировци, при село Здравец — отново на север и в центъра на село Подайва се свързва с Републикански път III-702 при неговия 14 km.
| Пътища, отклоняващи се надясно (населено място, № на пътя, посока на пътя) | km   | Пътища, отклоняващи се наляво (посока на пътя, № на пътя, населено място)                         |
| -------------------------------------------------------------------------- | ---- | ------------------------------------------------------------------------------------------------- |
| Община Разград, I-2, 77,8 km ←                                             | 0,0  | ← 77,8 km, I-2, Община Разград                                                                    |
|                                                                            | 1    | → общински път (за с. Мортагоново)                                                                |
| Община Самуил                                                              | 2,9  | Община Самуил                                                                                     |
|                                                                            | 4,9  | → общински път (за с. Желязковец)                                                                 |
|                                                                            | 8    | → общински път (за с. Желязковец)                                                                 |
| (за селата Кривица и Богомилци) общински път, с. Самуил ←                  | 9    | с. Самуил                                                                                         |
|                                                                            | 11,2 | → общински път (за с. Голям извор)                                                                |
| (от с. Венец) III-7002, 18.3 km, с. Хърсово → .                            | 15,5 | → с. Хърсово, 18.3 km, III-7002 (до 12,7 km III-205) → с. Хърсово, общински път (за с. Лудогорци) |
| (за с. Кара Михал) общински път, с. Богданци ←                             | 22,9 | → с. Богданци, общински път (за с. Бърдоква)                                                      |
| с. Ножарово                                                                | 25,6 | с. Ножарово                                                                                       |
| (за с. Кара Михал) общински път, с. Владимировци ←                         | 28,1 | с. Владимировци                                                                                   |
| (за с. Пчелина) общински път, с. Здравец ←                                 | 32,1 | с. Здравец                                                                                        |
| Община Исперих                                                             | 33,2 | Община Исперих                                                                                    |
| (от с. Пристое) III-702, 14 km, с. Подайва →                               | 35,9 | → с. Подайва, 14 km, III-702 (до гр. Исперих)                                                     |